# Buhlendorf
Buhlendorf is een plaats en voormalige gemeente in de Duitse deelstaat Saksen-Anhalt, en maakt deel uit van de Landkreis Anhalt-Bitterfeld.
Buhlendorf telt 255 inwoners.